# Округ Бристол (Роуд Ајланд)
Округ Бристол (енгл. Bristol County) је округ у америчкој савезној држави Роуд Ајланд.

## Демографија
По попису из 2010. године број становника је 49.875, што је 773 (-1,5%) становника мање него 2000. године.
| Група             | 2000.          | 2010.          |
| Белци             | 48.651 (96,1%) | 47.052 (94,3%) |
| Афроамериканци    | 349 (0,7%)     | 398 (0,8%)     |
| Азијати           | 505 (1,0%)     | 716 (1,4%)     |
| Хиспаноамериканци | 572 (1,1%)     | 989 (2,0%)     |
| Укупно            | 50.648         | 49.875         |